# Cephalotes maculatus
Cephalotes maculatus é uma espécie de inseto do gênero Cephalotes, pertencente à família Formicidae.